# Szűcs Endre (agrármérnök)
Szűcs Endre Bálint (Komádi, 1941. május 30. – 2021. június 4.) magyar agrármérnök, egyetemi oktató.

## Élete
1941. május 30-án született Komádiban. Szakközépiskolai tanulmányait a váci Mezőgazdasági Technikumban fejezte be, majd a Gödöllői Agrártudományi Egyetemen tanult tovább, ahol 1964-ben szerzett agrármérnöki oklevelet.
Egyetemi tanulmányai után gyakornokként a turai és a zsámbéki mezőgazdasági termelőszövetkezetekben kezdte pályáját. A következő évtől az Állattenyésztési és Takarmányozási Kutatóintézetbe került, ahol 1989-ig, tehát kereken 25 éven át dolgozott, kezdetben mint tudományos segédmunkatárs, végül mint tudományos főmunkatárs, mindvégig a Szarvasmarha-tenyésztési Osztályon tevékenykedve.
Ezt követően egyetemi állományba került, a Gödöllői Szent István Egyetem Állattenyésztéstudományi Intézetébe, ahol 1997-ig egyetemi docensi munkakört töltött be. 1997-ben intézményt váltott és a Veszprémi Egyetem Georgikon Mezőgazdaságtudományi Karán lett egyetemi magántanár.
Munkásságának kései éveiben, 2007 és 2011 között a Nyugat-magyarországi Egyetem Állattudományi Intézetében oktatott, egyetemi docensként. Tárgyfelelőse volt a szarvasmarha-tenyésztés tantárgynak, de oktatott tartástechnológiát, és minőségi hústermelés című tantárgyat is. 2015-ig segítette az Ujhelyi Imre Állattudományi Doktori Iskola munkáját.
Egyetemi doktori címét még 1971-ben szerezte meg, a kandidátusi címet 1988-től birtokolta. 1995-ben habilitált és 2001-ben nyerte el az MTA akadémiai doktori címét. Ugyanabban az évben meghívott előadóként oktatott a Sapientia Erdélyi Magyar Tudományegyetem Csíkszeredai Karán is.
Jelentős publikációs tevékenységet fejtett ki, közleményeinek száma meghaladja a 600-at. Számos fiatal kutató pályájának indulását segítette jelentős mértékben.
Utolsó éveit félrevonultan, családi körben élte felesége, két lánya és családja, nyolc unokája közelségében. 2021. június 4-én hunyt el.

## Kutatói tevékenysége
Fő kutatási (és oktatási) területe a szarvasmarhatenyésztés, a húsgazdaságtan, a húsfeldolgozás és az alkalmazott zootechnika volt.

## Társadalmi megbízatásai
Több tudományos szervezetben viselt társadalmi megbízatásokat, melyek közül a jelentősebbek az alábbiak:
- Tagja volt az Európai Állattenyésztők Szövetsége Szervezőbizottságának.
- Koordinátora volt több nemzetközi együttműködésnek Magyarország és Ausztria, Spanyolország, Finnország, Németország és Törökország vonatkozásában.
- Tagja volt több tudományos folyóirat szerkesztőbizottságának (pl. Asian-Australasian Journal of Animal Sciences).